# Bactrocera
Genre
Bactrocera est un genre d'insectes diptères de la famille des Tephritidae (un des genres de mouches des fruits ou drosophiles).
Ce genre comprend plus de 500 espèces décrites, plusieurs d'entre elles s'attaquent aux fruits cultivés et ont donc un impact économique important.

## Sélection d'espèces
- Bactrocera cucurbitae (Coquillett, 1849)
- Bactrocera curvipennis (Froggatt, 1909)
- Bactrocera dorsalis (Hendel, 1794)
- Bactrocera frauenfeldi (Schiner, 1868)
- Bactrocera minax (Enderlein, 1920)
- Bactrocera oleae (Rossi, 1790)
- Bactrocera tryoni (Froggatt, 1897)
- Bactrocera xanthodes (Broun, 1904)

## Liste des espèces
- Bactrocera abbreviata (Hardy, 1974)
- Bactrocera abdoangusta (Drew, 1972)
- Bactrocera abdoaurantiaca Drew, 1989
- Bactrocera abdofuscata (Drew, 1971)
- Bactrocera abdolonginqua (Drew, 1971)
- Bactrocera abdomininigra Drew, 1989
- Bactrocera abdonigella (Drew, 1866)
- Bactrocera abdopallescens (Drew, 1971)
- Bactrocera aberrans (Hardy, 1951)
- Bactrocera ablepharus (Bezzi, 1919)
- Bactrocera abnormis (Hardy, 1982)
- Bactrocera abscondita (Drew & Hancock, 1981)
- Bactrocera absidata Drew, 1989
- Bactrocera absoluta (Walker, 1861)
- Bactrocera absona (Hering, 1941)
- Bactrocera abundans Drew, 1989
- Bactrocera aceraglans White & Evenhuis, 1999
- Bactrocera aceromata White & Evenhuis, 1999
- Bactrocera aculeus (Hardy, 1973)
- Bactrocera adusta (Wang & Zhao, 1989)
- Bactrocera aemula Drew, 1989
- Bactrocera aenigmatica (Malloch, 1931)
- Bactrocera aeroginosa (Drew & Hancock, 1981)
- Bactrocera aethriobasis (Hardy, 1973)
- Bactrocera affinidorsalis (Hardy, 1982)
- Bactrocera affinis (Hardy, )
- Bactrocera aithogaster Drew, 1989
- Bactrocera alampeta Drew, 1989
- Bactrocera albistrigata (Meijere, 1911)
- Bactrocera allwoodi (Drew, 1979)
- Bactrocera alyxiae (May, 1953)
- Bactrocera amarambalensis Drew, 1111
- Bactrocera ambigua (Shiraki, 1933)
- Bactrocera amoena (Drew, 1972)
- Bactrocera ampla (Drew, 1971)
- Bactrocera amplexa (Munro, 1984)
- Bactrocera amplexiseta (May, 1962)
- Bactrocera anchitrichota Drew, 1989
- Bactrocera andamanensis (Kapoor, 1971)
- Bactrocera anfracta Drew, 1989
- Bactrocera angusticostata Drew, 1989
- Bactrocera angustifasciata Drew, 1989
- Bactrocera angustifinis (Hardy, 1982)
- Bactrocera anomala (Drew, 1971)
- Bactrocera anthracina (Drew, 1971)
- Bactrocera antigone (Drew & Hancock, 1981)
- Bactrocera apicalis (Meijere, 1911)
- Bactrocera apicofuscans White & Tsuruta, 2001
- Bactrocera apiconigroscutella Drew, 1111
- Bactrocera aquila (Drew, 1989)
- Bactrocera aquilonis (May, 1965)
- Bactrocera arecae (Hardy & Adachi, 1954)
- Bactrocera areolata (Walker, 1861)
- Bactrocera arisanica (Shiraki, 1933)
- Bactrocera armillata (Hering, 1938)
- Bactrocera ascita (Hardy, 1983)
- Bactrocera assamensis White, 1999
- Bactrocera assita Drew, 1989
- Bactrocera aterrima (Drew, 1972)
- Bactrocera atra (Malloch, 1938)
- Bactrocera atrabifasciata Drew & Romig, 2001
- Bactrocera atrichus (Bezzi, 1919)
- Bactrocera atrifacies (Perkins, 1938)
- Bactrocera atrifemur Drew & Hancock, 1994
- Bactrocera atriliniellata Drew, 1989
- Bactrocera atrisetosa (Perkins, 1939)
- Bactrocera atypica White & Evenhuis, 1999
- Bactrocera aurantiaca (Drew & Hancock, 1981)
- Bactrocera aurantiventer Drew, 1989
- Bactrocera aurea (May, 1952)
- Bactrocera bakeri (Bezzi, 1919)
- Bactrocera bancroftii (Tryon, 1927)
- Bactrocera banneri White, 1999
- Bactrocera barringtoniae (Tryon, 1927)
- Bactrocera batemani Drew, 1989
- Bactrocera beckerae (Hardy, 1982)
- Bactrocera bezziana (Hering, 1941)
- Bactrocera biarcuata (Walker, 1865)
- Bactrocera bidentata (May, 1963)
- Bactrocera bifasciata (Hardy, 1982)
- Bactrocera biguttata (Bezzi, 1916)
- Bactrocera bimaculata Drew & Hancock, 1994
- Bactrocera binoyi Drew, 1111
- Bactrocera bipustulata Bezzi, 1914
- Bactrocera bogorensis (Hardy, 1983)
- Bactrocera brachus (Drew, 1972)
- Bactrocera brachycera (Bezzi, 1916)
- Bactrocera breviaculeus (Hardy, 1951)
- Bactrocera brevistriata (Drew, 1968)
- Bactrocera brunnea (Perkins & May, 1949)
- Bactrocera brunneola White & Tsuruta, 2001
- Bactrocera bryoniae (Tryon, 1927)
- Bactrocera buinensis Drew, 1989
- Bactrocera bullata Drew, 1989
- Bactrocera bullifera (Hardy, 1973)
- Bactrocera buloloensis Drew, 1989
- Bactrocera buruensis White, 1999
- Bactrocera buvittata Drew, 1989
- Bactrocera cacuminata (Hering, 1922)
- Bactrocera caledoniensis Drew, 1989
- Bactrocera caliginosa (Hardy, 1970)
- Bactrocera calophylli (Perkins & May, 1949)
- Bactrocera calumniata (Hardy, 1970)
- Bactrocera carambolae Drew & Hancock, 1994
- Bactrocera carbonaria (Hendel, 1927)
- Bactrocera caryeae (Kapoor, 1971)
- Bactrocera caudata (Fabricius, 1805)
- Bactrocera ceylanica Tsuruta & White, 2001
- Bactrocera cheesmanae (Perkins, 1939)
- Bactrocera chonglui (Chao & Lin, 1996)
- Bactrocera chorista (May, 1962)
- Bactrocera cibodasae Drew & Hancock, 1994
- Bactrocera cilifera (Hendel, 1912)
- Bactrocera cinnamea Drew, 1989
- Bactrocera circamusae Drew, 1989
- Bactrocera citima (Hardy, 1973)
- Bactrocera citroides Drew, 1989
- Bactrocera cognata (Hardy & Adachi, 1954)
- Bactrocera collita Drew & Hancock, 1994
- Bactrocera commina Drew, 1989
- Bactrocera complicata White, 1999
- Bactrocera confluens (Drew, 1971)
- Bactrocera congener Drew, 1989
- Bactrocera connexa (Hardy, 1982)
- Bactrocera consectorata Drew, 1989
- Bactrocera contermina Drew, 1989
- Bactrocera contigua Drew, 1989
- Bactrocera continua (Bezzi, 1919)
- Bactrocera coracina (Drew, 1971)
- Bactrocera correcta (Bezzi, )
- Bactrocera costalis (Shiraki, 1933)
- Bactrocera cucumis (French, 1907)
- Bactrocera cucurbitae (Coquillett, 1849)
- Bactrocera curreyi Drew, 1989
- Bactrocera curta (Drew, 1972)
- Bactrocera curvifera (Walker, 1864)
- Bactrocera curvipennis (Froggatt, 1909)
- Bactrocera dapsiles Drew, 1989
- Bactrocera daruensis Drew, 1989
- Bactrocera daula Drew, 1989
- Bactrocera decepta (Hardy, 1974)
- Bactrocera decipiens (Drew, 1972)
- Bactrocera decumana (Drew, 1972)
- Bactrocera decurtans (May, 1965)
- Bactrocera depressa (Shiraki, 1933)
- Bactrocera diallagma Drew, 1989
- Bactrocera diaphana (Hering, 1953)
- Bactrocera diaphora (Hendel, 1915)
- Bactrocera diaphoropsis (Hering, 1952)
- Bactrocera digressa Radhakrishnan, 1999
- Bactrocera diospyri Drew, 1989
- Bactrocera discipennis (Walker, 1861)
- Bactrocera dispar (Hardy, 1982)
- Bactrocera dissidens Drew, 1989
- Bactrocera distincta (Malloch, 1931)
- Bactrocera diversa (Coquillett, 1904)
- Bactrocera dorsalis (Hendel, 1794)
- Bactrocera dorsaloides (Hardy & Adachi, 1954)
- Bactrocera drewi (Hardy, 1983)
- Bactrocera dubiosa (Hardy, 1982)
- Bactrocera duplicata (Bezzi, 1916)
- Bactrocera dyscrita (Drew, 1971)
- Bactrocera ebenea (Drew, 1971)
- Bactrocera ektoalangiae Drew & Hancock, 1999
- Bactrocera elegantis (Tseng, Chen & Chu, 1992)
- Bactrocera elegantula (Hardy, 1974)
- Bactrocera emarginata (Perkins, 1939)
- Bactrocera emittens (Walker, 1860)
- Bactrocera endiandrae (Perkins & May, 1949)
- Bactrocera enigmatica (Hardy, 1982)
- Bactrocera enochra (Drew, 1972)
- Bactrocera epicharis (Hardy, 1970)
- Bactrocera erubescentis (Drew & Hancock, 1981)
- Bactrocera eurylomata (Hardy, 1982)
- Bactrocera exigua (May, 1958)
- Bactrocera eximia Drew, 1989
- Bactrocera exornata (Hering, 1941)
- Bactrocera expandens (Walker, 1859)
- Bactrocera exspoliata (Hering, 1941)
- Bactrocera facialis (Coquillett, 1909)
- Bactrocera fagraea (Tryon, 1927)
- Bactrocera fallacis (Drew, 1972)
- Bactrocera fastigata Tsuruta & White, 2001
- Bactrocera fergussoniensis Drew, 1989
- Bactrocera fernandoi Tsuruta & White, 2001
- Bactrocera finitima Drew, 1989
- Bactrocera flava (Tseng, Chen & Chu, 1992)
- Bactrocera flavinotus (May, 1958)
- Bactrocera flavipennis (Hardy, 1982)
- Bactrocera flavipilosa (Hardy, 1982)
- Bactrocera flavopectoralis (Hering, 1953)
- Bactrocera floresiae Drew & Hancock, 1994
- Bactrocera frauenfeldi (Schiner, 1868)
- Bactrocera freidbergi White, 1999
- Bactrocera froggatti (Bezzi, 1911)
- Bactrocera fuliginus (Drew & Hancock, 1981)
- Bactrocera fulvicauda (Perkins, 1939)
- Bactrocera fulvifacies (Perkins, 1939)
- Bactrocera fulvifemur Drew & Hancock, 1994
- Bactrocera fulvipes (Perkins, 1938)
- Bactrocera fulvoabdominalis White & Evenhuis, 1999
- Bactrocera furfurosa Drew, 1989
- Bactrocera furvescens Drew, 1989
- Bactrocera furvilineata Drew, 1989
- Bactrocera fuscalata Drew, 1989
- Bactrocera fuscipennula Drew & Romig, 2001
- Bactrocera fuscitibia Drew & Hancock, 1994
- Bactrocera fuscohumeralis White & Evenhuis, 1999
- Bactrocera garciniae Bezzi, 1913
- Bactrocera gavisa (Munro, 1935)
- Bactrocera gnetum Drew & Hancock, 1995
- Bactrocera gombokensis Drew & Hancock, 1994
- Bactrocera gracilis (Drew, 1972)
- Bactrocera grandifasciata White & Evenhuis, 1999
- Bactrocera grandistylus Drew & Hancock, 1995
- Bactrocera guangxiana (Chao & Lin, 1993)
- Bactrocera halfordiae (Tryon, 1927)
- Bactrocera hamaceki Drew & Romig, 2001
- Bactrocera hantanae Tsuruta & White, 2001
- Bactrocera hastigerina (Hardy, 1954)
- Bactrocera heinrichi (Hering, 1941)
- Bactrocera heppneri White, 1999
- Bactrocera hispidula (May, 1958)
- Bactrocera hochii (Zia, 1936)
- Bactrocera hoedi White, 1999
- Bactrocera hollingsworthi Drew & Romig, 2001
- Bactrocera holtmanni (Hardy, 1974)
- Bactrocera hsui (Tseng, Chen & Chu, 1992)
- Bactrocera humilis (Drew & Hancock, 1981)
- Bactrocera hyalina (Shiraki, 1933)
- Bactrocera hypomelaina Drew, 1989
- Bactrocera icela (Hardy, 1974)
- Bactrocera impunctata (Meijere, 1914)
- Bactrocera incisa (Walker, 1861)
- Bactrocera inconstans Drew, 1989
- Bactrocera indecora (Drew, 1971)
- Bactrocera indenta (Hardy, 1974)
- Bactrocera indonesiae Drew & Hancock, 1994
- Bactrocera infesta (Enderlein, 1920)
- Bactrocera infulata Drew & Hancock, 1994
- Bactrocera invadens Drew, Tsuruta & White, 2005
- Bactrocera invisitata Drew, 1989
- Bactrocera involuta (Hardy, 1982)
- Bactrocera irvingiae Drew & Hancock, 1994
- Bactrocera ishigakiensis (Shiraki, 1968)
- Bactrocera ismayi Drew, 1989
- Bactrocera isolata (Hardy, 1973)
- Bactrocera jarvisi (Tryon, 1927)
- Bactrocera javadica Mahmood, 1999
- Bactrocera javanensis (Perkins, 1938)
- Bactrocera jiannanus (Chao & Lin, 1996)
- Bactrocera kanchanaburi Drew & Hancock, 1994
- Bactrocera kandiensis (Drew & Hancock, 1956)
- Bactrocera katoi (Hardy, 1974)
- Bactrocera kelaena Drew, 1989
- Bactrocera kinabalu Drew & Hancock, 1994
- Bactrocera kirki (Froggatt, 1911)
- Bactrocera kraussi (Hardy, 1951)
- Bactrocera kuniyoshii (Shiraki, 1968)
- Bactrocera lacerata White & Evenhuis, 1999
- Bactrocera lampabilis (Drew, 1971)
- Bactrocera lata (Perkins, 1938)
- Bactrocera lateritaenia Drew & Hancock, 1994
- Bactrocera laterum (Wang, 1988)
- Bactrocera laticauda (Hardy, 1949)
- Bactrocera laticosta Drew, 1989
- Bactrocera latifae (Anwar Cheema, 1964)
- Bactrocera latifrons (Hendel, 1909)
- Bactrocera latilineata Drew, 1989
- Bactrocera latilineola Drew & Hancock, 1994
- Bactrocera latissima Drew, 1989
- Bactrocera limbifera (Bezzi, 1919)
- Bactrocera lineata (Perkins, 1939)
- Bactrocera lipsanus (Hendel, 1915)
- Bactrocera lombokensis Drew & Hancock, 1994
- Bactrocera longicaudata (Perkins, 1938)
- Bactrocera longicornis Macquart, 1835
- Bactrocera longivittata Chua & Ooi, 1998
- Bactrocera lucida (Munro, 1939)
- Bactrocera lunulata (Tseng, Chen & Chu, 1992)
- Bactrocera luteola (Malloch, 1931)
- Bactrocera luzonae (Hardy & Adachi, 1954)
- Bactrocera macrovittata Drew, 1989
- Bactrocera maculata (Perkins, 1938)
- Bactrocera maculifacies (Hardy, 1973)
- Bactrocera maculifemur (Hering, 1938)
- Bactrocera maculigera Doleschall, 1858
- Bactrocera magnicauda White & Evenhuis, 1999
- Bactrocera makilingensis Drew & Hancock, 1994
- Bactrocera malaysiensis Drew & Hancock, 1994
- Bactrocera manskii (Perkins & May, 1949)
- Bactrocera matsumurai (Shiraki, 1933)
- Bactrocera mayi (Hardy, 1949)
- Bactrocera mcgregori (Bezzi, 1919)
- Bactrocera megaspilus (Hardy, 1982)
- Bactrocera melanogaster Drew, 1989
- Bactrocera melanopsis (Hardy, 1982)
- Bactrocera melanoscutata Drew, 1989
- Bactrocera melanothoracica Drew, 1989
- Bactrocera melanotus (Coquillett, 1909)
- Bactrocera melas (Perkins & May, 1949)
- Bactrocera melastomatos Drew & Hancock, 1994
- Bactrocera memnonia (Drew, 1989)
- Bactrocera menanus (Munro, 1984)
- Bactrocera mendosa (May, 1958)
- Bactrocera merapiensis Drew & Hancock, 1994
- Bactrocera mesomelas (Bezzi, 1908)
- Bactrocera mesonotaitha Drew, 1989
- Bactrocera mesonotochra Drew, 1989
- Bactrocera mimulus Drew, 1989
- Bactrocera minax (Enderlein, 1920)
- Bactrocera mindanaa (Bezzi, 1919)
- Bactrocera minima (Hering, 1952)
- Bactrocera miniscula Drew & Hancock, 1994
- Bactrocera minuta (Drew, 1971)
- Bactrocera modica (Hardy, 1973)
- Bactrocera moluccensis (Perkins, 1939)
- Bactrocera montana (Hardy, 1983)
- Bactrocera montyanus (Munro, 1984)
- Bactrocera morobiensis Drew, 1989
- Bactrocera morula Drew, 1989
- Bactrocera mucronis (Drew, 1971)
- Bactrocera muiri (Hardy & Adachi, 1954)
- Bactrocera mulyonoi (Hardy, 1983)
- Bactrocera munda (Bezzi, 1919)
- Bactrocera munroi (White, 1957)
- Bactrocera murrayi (Perkins, 1939)
- Bactrocera musae (Tryon, 1909)
- Bactrocera mutabilis (May, 1952)
- Bactrocera nadana (Chao & Lin, 1993)
- Bactrocera naucleae Drew & Romig, 2001
- Bactrocera neoarecae Drew
- Bactrocera neocheesmanae Drew, 1989
- Bactrocera neocongnata Drew & Hancock, 1994
- Bactrocera neoelegantula White, 1999
- Bactrocera neohumeralis (Hardy, 1927)
- Bactrocera neonigrita (Drew, 1971)
- Bactrocera neonigrotibialis Drew
- Bactrocera neopagdeni Drew, 1989
- Bactrocera neopallescentis (Drew, 1971)
- Bactrocera neopropinqua Drew & Hancock, 1994
- Bactrocera neoxanthodes Drew & Romig, 2001
- Bactrocera nesiotes (Munro, 1984)
- Bactrocera nigella (Drew, 1968)
- Bactrocera nigra (Tryon, 1927)
- Bactrocera nigrescens (Drew, 1968)
- Bactrocera nigrescentis (Drew, 1971)
- Bactrocera nigricula (Drew, 1989)
- Bactrocera nigrifacies (Shiraki, 1933)
- Bactrocera nigrita (Hardy, 1955)
- Bactrocera nigrivenata (Munro, 1937)
- Bactrocera nigrofemoralis White & Tsuruta, 2001
- Bactrocera nigroscutata White & Evenhuis, 1999
- Bactrocera nigrotibialis (Perkins, 1938)
- Bactrocera nigrovittata Drew, 1989
- Bactrocera notatagena (May, 1953)
- Bactrocera obfuscata Drew, 1989
- Bactrocera oblineata Drew, 1989
- Bactrocera obliqua (Malloch, 1939)
- Bactrocera obliquivenosa Drew & Romig, 2001
- Bactrocera obscura (Malloch, 1931)
- Bactrocera obscurata (Meijere, 1911)
- Bactrocera obtrullata White & Evenhuis, 1999
- Bactrocera occipitalis (Bezzi, 1919)
- Bactrocera ochracea Drew, 1989
- Bactrocera ochromarginis (Drew, 1971)
- Bactrocera ochrosiae (Malloch, 1942)
- Bactrocera okunii (Shiraki, 1933)
- Bactrocera oleae (Rossi, 1790)
- Bactrocera opiliae (Drew & Hardy, 1981)
- Bactrocera osbeckiae Drew & Hancock, 1994
- Bactrocera pacificae Drew & Romig, 2001
- Bactrocera pagdeni (Malloch, 1939)
- Bactrocera pallescentis (Hardy, 1955)
- Bactrocera pallida (Perkins & May, 1949)
- Bactrocera papayae Drew & Hancock, 1858
- Bactrocera parabarringtoniae Drew & Hancock, 1999
- Bactrocera parafrauenfeldi Drew, 1989
- Bactrocera parafroggatti Drew & Romig, 2001
- Bactrocera paramusae Drew, 1989
- Bactrocera paraosbeckiae Drew
- Bactrocera paratappana (Tseng, Chen & Chu, 1992)
- Bactrocera paratra (Chao & Lin, 1993)
- Bactrocera paraverbascifoliae Drew, 1111
- Bactrocera paraxanthodes Drew & Hancock, 1995
- Bactrocera parvifoliacea Tseng, Chen & Chu, 1992
- Bactrocera passiflorae (Froggatt, 1911)
- Bactrocera pauleiensis (Tseng, Chen & Chu, 1992)
- Bactrocera paulula Drew, 1989
- Bactrocera pectoralis (Walker, 1859)
- Bactrocera pedestris (Bezzi, 1914)
- Bactrocera pendleburyi (Perkins, 1938)
- Bactrocera penecognata Drew & Hancock, 1994
- Bactrocera penecorrecta Drew, 1111
- Bactrocera penefurva Drew, 1989
- Bactrocera peneobscura Drew & Romig, 2001
- Bactrocera peninsularis (Drew & Hancock, 1981)
- Bactrocera pepisalae (Froggatt, 1911)
- Bactrocera perfusca (Aubertin, 1929)
- Bactrocera perigrapha White & Tsuruta, 2001
- Bactrocera perkinsi (Drew & Hancock, 1981)
- Bactrocera pernigra Ito, 1983
- Bactrocera perplexa (Walker, 1861)
- Bactrocera perpusilla (Drew, 1971)
- Bactrocera persignata (Hering, 1941)
- Bactrocera personata (Hardy, 1983)
- Bactrocera peterseni (Hardy, 1970)
- Bactrocera petila Drew, 1989
- Bactrocera phaea (Drew, 1971)
- Bactrocera phaleriae (May, 1956)
- Bactrocera philippinensis Drew & Hancock, 1994
- Bactrocera picea (Drew, 1972)
- Bactrocera pisinna Drew, 1989
- Bactrocera platamus (Hardy, 1973)
- Bactrocera popondettiensis Drew, 1989
- Bactrocera profunda Tsuruta & White, 2001
- Bactrocera prolixa Drew, 1989
- Bactrocera propedistincta Drew, 1989
- Bactrocera propinqua (Hardy & Adachi, 1954)
- Bactrocera pseudocucurbitae White, 1999
- Bactrocera pseudodistincta (Drew, 1971)
- Bactrocera pseudoscutellata (Tseng, Chen & Chu, 1992)
- Bactrocera pseudoversicolor Drew, 1111
- Bactrocera psidii (Froggatt, 1899)
- Bactrocera pubescens (Bezzi, 1916)
- Bactrocera pulchra Tryon, 1927
- Bactrocera pura White, 1999
- Bactrocera pusilla (Hardy, 1983)
- Bactrocera pyrifoliae Drew & Hancock, 1994
- Bactrocera qionganus (Chao & Lin, 1996)
- Bactrocera quadrata (May, 1963)
- Bactrocera quadrisetosa (Bezzi, 1928)
- Bactrocera quasipropinqua Drew & Hancock, 1994
- Bactrocera quasisilvicola Drew, 1989
- Bactrocera quaterna (Wang, 1988)
- Bactrocera raiensis Drew & Hancock, 1994
- Bactrocera reclinata Drew, 1989
- Bactrocera recurrens (Hering, 1941)
- Bactrocera redunca (Drew, 1971)
- Bactrocera reflexa (Drew, 1971)
- Bactrocera repanda Drew, 1989
- Bactrocera resima (Drew, 1971)
- Bactrocera retrorsa Drew, 1989
- Bactrocera rhabdota Drew, 1989
- Bactrocera ritsemai (Weyenbergh, 1869)
- Bactrocera robertsi Drew, 1989
- Bactrocera robiginosa (May, 1958)
- Bactrocera romigae (Drew & Hancock, 1981)
- Bactrocera rubella (Hardy, 1973)
- Bactrocera rubigina (Wang & Zhao, 1989)
- Bactrocera rufescens (May, 1967)
- Bactrocera rufofuscula (Drew & Hancock, 1981)
- Bactrocera rufula (Hardy, 1982)
- Bactrocera russeola (Drew & Hancock, 1981)
- Bactrocera rutila (Hering, 1941)
- Bactrocera salamander (Drew & Hancock, 1981)
- Bactrocera samoae Drew, 1989
- Bactrocera sandaracina Drew, 1989
- Bactrocera satanellus (Hering, 1941)
- Bactrocera scutellaria (Bezzi, 1916)
- Bactrocera scutellaris (Bezzi, 1909)
- Bactrocera scutellata (Hendel, 1912)
- Bactrocera scutellina (Bezzi, 1916)
- Bactrocera seguyi (Hering, 1939)
- Bactrocera selenophora Tsuruta & White, 2001
- Bactrocera sembaliensis Drew & Hancock, 1994
- Bactrocera semifemoralis (Tseng, Chen & Chu, 1992)
- Bactrocera sepikae Drew, 1989
- Bactrocera setinervis (Malloch, 1938)
- Bactrocera sicieni (Chao & Lin, 1940)
- Bactrocera signata (Hering, 1941)
- Bactrocera signatifera (Tryon, 1927)
- Bactrocera silvatica (Hardy, 1983)
- Bactrocera silvicola (May, 1962)
- Bactrocera simulata (Malloch, 1939)
- Bactrocera singularis Drew, 1989
- Bactrocera splendida (Perkins, 1938)
- Bactrocera stenoma (Wang & Zhao, 1989)
- Bactrocera strigata (Perkins, 1934)
- Bactrocera strigifinis (Walker, 1861)
- Bactrocera sulawesiae Drew & Hancock, 1994
- Bactrocera sumatrana (Hardy, 1983)
- Bactrocera sumbawaensis Drew & Hancock, 1994
- Bactrocera sumbensis (Hering, 1953)
- Bactrocera surrufula Drew, 1989
- Bactrocera synnephes (Hendel, 1913)
- Bactrocera syzygii White & Tsuruta, 2001
- Bactrocera tapervitta Mahmood, 1999
- Bactrocera tappana (Shiraki, 1933)
- Bactrocera tau (Walker, 1909)
- Bactrocera tenuifascia (May, 1965)
- Bactrocera tenuifinis (Hardy, 1983)
- Bactrocera tenuivittata (Tseng, Chen & Chu, 1992)
- Bactrocera terminaliae Drew, 1989
- Bactrocera terminifera (Walker, 1860)
- Bactrocera tetrachaeta (Bezzi, 1919)
- Bactrocera thailandica Drew & Hancock, 1994
- Bactrocera thistletoni Drew, 1989
- Bactrocera tigrina (May, 1953)
- Bactrocera tillyardi (Perkins, 1938)
- Bactrocera timorensis (Perkins, 1939)
- Bactrocera tinomiscii Drew, 1989
- Bactrocera tortuosa White & Evenhuis, 1999
- Bactrocera toxopeusi (Hering, 1953)
- Bactrocera transtillum (Hering, 1952)
- Bactrocera transversa (Hardy, 1982)
- Bactrocera triangularis (Drew, 1968)
- Bactrocera trichota (May, 1962)
- Bactrocera trifaria (Drew, 1971)
- Bactrocera trifasciata (Hardy, 1982)
- Bactrocera trilineata (Hardy, 1955)
- Bactrocera trimaculata (Hardy & Adachi, 1954)
- Bactrocera trivialis (Drew, 1971)
- Bactrocera tryoni (Froggatt, 1897)
- Bactrocera tsuneonis (Miyake, 1910)
- Bactrocera tuberculata (Bezzi, 1916)
- Bactrocera turneri Drew, 1989
- Bactrocera ubiquita (Hardy, 1973)
- Bactrocera umbrosa (Fabricius, 1805)
- Bactrocera unichromata Drew, 1989
- Bactrocera unifasciata (Malloch, 1939)
- Bactrocera unilateralis Drew, 1989
- Bactrocera unilineata Drew, 1989
- Bactrocera unimacula Drew & Hancock, 1994
- Bactrocera unipunctata (Malloch, 1939)
- Bactrocera unirufa Drew, 1989
- Bactrocera unistriata (Drew, 1971)
- Bactrocera unitaeniola Drew & Romig, 2001
- Bactrocera univittata (Drew, 1972)
- Bactrocera urens White, 1999
- Bactrocera usitata Drew & Hancock, 1994
- Bactrocera ustulata Drew, 1989
- Bactrocera vargus (Hardy, 1982)
- Bactrocera venefica (Hering, 1938)
- Bactrocera verbascifoliae Drew & Hancock, 1994
- Bactrocera versicolor (Bezzi, 1916)
- Bactrocera vinnula (Hardy, 1973)
- Bactrocera visenda (Hardy, 1951)
- Bactrocera vishnu Drew & Hancock, 1994
- Bactrocera vulgaris (Drew, 1971)
- Bactrocera vultus (Hardy, 1973)
- Bactrocera warisensis White & Evenhuis, 1999
- Bactrocera watersi (Hardy, 1954)
- Bactrocera xanthodes (Broun, 1904)
- Bactrocera yercaudiae Drew, 1111
- Bactrocera yilanensis (Tseng, Chen & Chu, 1992)
- Bactrocera yorkensis Drew & Hancock, 1999
- Bactrocera yoshimotoi (Hardy, 1973)
- Bactrocera zahadi Mahmood, 1999
- Bactrocera zonata (Saunders, 1842)